# Fédération mondiale de fléchettes
La World Darts Federation (WDF) est une association sportive internationale qui fédère 70 fédérations nationales de Fléchettes du monde entier.
La WDF est affiliée à l'Association générale des fédérations internationales de sports. Elle est également partie prenante de l'Agence mondiale antidopage.
La WDF organise les événements internationaux suivants : Coupe d'Europe, Jeunes d'Europe, Coupe du monde, jeunes et adultes (tous les deux ans), Coupe des Amériques, Coupe Asie-Pacifique.

## Associations membres
Créé en 1976 par quinze nations représentantes, la WDF avait 65 pays membres en 2018.
Le Népal et le Nigeria sont d'anciens membres qui ne font plus partie de la fédération.
| Afrique | Amériques | Asie-Pacifique | Europe |
| --- | --- | --- | --- |
| - Afrique du Sud - Égypte - Éthiopie | - Bahamas - Barbade - Belize - Bermudes - Brésil - Canada - Îles Caïmans - États-Unis - Guyana - Jamaïque - Trinité-et-Tobago - Îles Turques-et-Caïques                                                                                                 | Asie - Brunei - Corée du Sud - Hong Kong - Inde - Iran - Japon - Macao - Malaisie - Mongolie - Pakistan - Taïwan - Thaïlande Océanie - Australie - Nouvelle-Zélande | \| - Allemagne - Angleterre - Autriche - Belgique - British Darts Organisation - Bulgarie - Catalogne - Chypre - Croatie (Intérim) - Danemark - Écosse - Espagne - Estonie - Finlande - France - Gibraltar - Grèce - Hongrie - Islande - Île de Man - Irlande - Irlande du Nord \| - Italie - Jersey - Lettonie - Lituanie - Luxembourg - Malte - Monaco (Intérim) - Pays-Bas - Pays de Galles - Norvège - Pologne - Roumanie - Serbie - Slovaquie - Slovénie (Intérim) - Suède - Suisse - République tchèque - Russie - Turquie - Ukraine \| |
| - Allemagne - Angleterre - Autriche - Belgique - British Darts Organisation - Bulgarie - Catalogne - Chypre - Croatie (Intérim) - Danemark - Écosse - Espagne - Estonie - Finlande - France - Gibraltar - Grèce - Hongrie - Islande - Île de Man - Irlande - Irlande du Nord | - Italie - Jersey - Lettonie - Lituanie - Luxembourg - Malte - Monaco (Intérim) - Pays-Bas - Pays de Galles - Norvège - Pologne - Roumanie - Serbie - Slovaquie - Slovénie (Intérim) - Suède - Suisse - République tchèque - Russie - Turquie - Ukraine | | |